# Kim Hellberg
Kim Alexander Hellberg (Norrköping, 1º febbraio 1988) è un allenatore di calcio ed ex calciatore svedese, di ruolo centrocampista, tecnico dell'Hammarby.

## Carriera

### Giocatore
La sua carriera da giocatore si è sviluppata interamente nelle serie minori svedesi. La categoria più alta in cui ha giocato è stato la Division 3, ovvero il quinto livello del calcio svedese.

### Allenatore
Al suo primo anno da allenatore, nel 2011, all'età di 23 anni ha portato il Kimstad GoIF a centrare la promozione dalla settima alla sesta serie nazionale.
Due anni più tardi è stato assunto come allenatore del Kuddby IF, squadra in cui aveva già militato da giocatore. Nel giro di tre anni il club ha conquistato due promozioni, essendosi classificato al primo posto del proprio girone sia nel campionato di Division 5 2014 che in quello di Division 4 2015. Nella stagione 2016, trascorsa in quinta serie, ha ottenuto un sesto posto in un raggruppamento composto da 12 squadre.
Dopo le quattro positive stagioni da allenatore del Kuddby IF, è stato chiamato a sostituire Daniel Bäckström come nuovo allenatore del Sylvia, squadra che in passato era stata allenata da suo padre Stefan. Kim ha guidato il Sylvia a un sesto posto al termine della sua prima stagione sulla panchina bianconera, poi ha vinto il proprio raggruppamento di Division 2, conquistando così la promozione. L'anno seguente, trascorso nella terza serie nazionale, ha centrato la salvezza.
Nel gennaio del 2020 è stato annunciato il suo passaggio all'IFK Norrköping in qualità di assistente del capo allenatore Jens Gustafsson prima (nel 2020) e di Rikard Norling poi (nel 2021).
In vista della stagione 2022, ha assunto per la prima volta la guida di una squadra della massima serie svedese con l'ingaggio da parte dell'IFK Värnamo, compagine neopromossa che si apprestava anch'essa a disputare la prima Allsvenskan della propria storia. Qui, per il primo anno, Hellberg è stato inizialmente affiancato da Jonas Thern, tecnico che già aveva partecipato alla storica promozione dell'anno precedente ma che era sprovvisto di un patentino adeguato. La squadra ha chiuso l'Allsvenskan 2022 al decimo posto. Prima dell'inizio del campionato 2023 Hellberg ha rifiutato la panchina dell'IFK Göteborg, preferendo rimanere all'IFK Värnamo fino alla fine del suo contratto biennale che lo legava al club. Al secondo anno di sempre nella massima serie, il suo IFK Värnamo è riuscito a concludere l'Allsvenskan 2023 con un inaspettato quinto posto in classifica.
Il 14 dicembre 2023 è stato ufficializzato che, a partire dall'imminente mese di gennaio 2024, Hellberg sarebbe diventato il nuovo capo allenatore dell'Hammarby con un contratto triennale. Nonostante alcune difficoltà iniziali, viste le cinque sconfitte nelle prime nove giornate di campionato, la formazione biancoverde si è poi risollevata nel resto del torneo tanto da chiudere l'Allsvenskan 2024 al secondo posto.